# Anthophylax hoffmani
Anthophylax hoffmani är en skalbaggsart som beskrevs av William Beutenmüller 1903. Anthophylax hoffmani ingår i släktet Anthophylax och familjen långhorningar. Inga underarter finns listade i Catalogue of Life.